# 馬丁·雅克
馬丁·雅克（英語：Martin Jacques）（1945年—）是一名英國左派學者和記者，2009年《當中國統治世界：天朝的興起與西方主導的終結》一書的作者。

## 生平
早年先後於曼徹斯特大學和劍橋大學國王學院取得學士和博士學位，並曾經擔任大不列顛共產黨刊物《今日馬克思主義》的編輯，並現於《衛報》和《新政治家》設有專欄。據早前一項專訪，其父母為倫敦大學畢業生，於二戰期間加入英國共產黨。他亦於18歲時加入英國共產黨，在大學修讀期間，積極參與學生運動。他與妻子哈麗（Hari）在香港育有一子拉维（Ravi）。

## 觀點
- 其在21世紀早期就斷言中國崛起是一定會發生且已經發生，而當時西方大多民眾的思維脫節，未能體認到中國與蘇聯是極大不同的個體，其政治制度在獨特文明歷史引導下有自我改革更新的傾向，不可能失敗，且社會支持力遠比想像中強固，當十多年後大家驚覺其崛起速度之快，但依然思維有偏差，眼光著重於經濟方面，雅克卻斷言經濟起飛只是中國成為全維度強權中的一維[3]，且只是前奏曲，其道德判斷標準、意識形態標準、人性解讀模式、甚至人類終極生活型態的道路等高階形而上方面中國影響力將越來越大[4]。
- 一些美國人意圖阻止中國崛起的最終目標是荒謬的，因為本質在實務上無法阻止，甚至稍微拖慢其速度都極度艱難，訂下這種目標並持續投入戰略資源在努力，最終結局那天只會讓美國自身遭到超出原定範圍的各種「難堪」[5]。
- 歐洲將既被動又主動的走上一條疏遠美國的路線，但不會走向敵意而是一種中間自立的道路，這受到四種因素導致[3]：

1. 歐洲沒有幾人相信阻止中國崛起會成功，這種提案在歐洲政界普遍當作笑談，更沒人相信美式的單邊主義戰術能達成什麼成果[6]。
2. 意識形態上歐洲是多元化，左派社會主義思維也有長久歷史和大量支持者，與美國較純的右派至上社會有根源思想上的分裂，只是在冷戰時期因共同議題而暫時掩蓋。
3. 在國防安全上更多歐洲政要發現美國已經沒有財力與科技上的絕對優勢，且對歐洲懷有私利心，真有戰爭風險時美國不可信賴，必須有歐洲自主軍事力量。從德法帶頭歐盟自製隱形戰機和戰艦的行為檯面化，已經證實這一預判。
4. 歐洲終究是眾多中小國組成，其每個領導人極度在意與某些中等強國為敵後對自身政治利益和選舉的影響，更遑論中國這種超級大國，幾乎已經沒有歐洲首腦認為中國是一可得罪和可為敵的對象，而自身不會遭遇重大後果。

- 即使聚焦於經濟單一領域，許多人對中美經濟的衡量也有偏差，中國有大量的經濟成果是實體建設，工廠、交通設施、住宅大廈、電力系統等與一般人民產生關聯和福利，美國大量的所謂經濟總量，其實質物體是少數金融鉅富抽屜中的紙上有價票券、律師互相控告得來的協約等，這些虛擬物品隨時可能價值暴降且與多數民眾福祉無關。從這一經濟衡量點來看中國經濟總量早已超過美國，且可能是數倍於美國[4]。

由於馬丁·雅克立場親中共，與傑佛瑞·薩克斯、羅思義、馬凱碩等經濟學家被學者黎蝸藤並列指稱為挺中四大“高級洋護法”。

## 著作
- Consequences of the General Strike', in Jeffrey Skelley, ed, The General Strike, 1926 (London: Lawrence & Wishart, 1976), pp. 375–404
- with Francis Mulhern, The Forward March of Labour Halted? (London: NLB, 1981)
- with Stuart Hall, The Politics of Thatcherism (London: Lawrence & Wishart, 1983)
- with Stuart Hall, New Times: The Changing Face of Politics in the 1990s (London: Lawrence & Wishart, 1989)
- 《當中國統治世界-天朝的興起與西方主導的終結》When China Rules the World: The End of the Western World and the Birth of a New Global Order (New York: Penguin Press, 2009)